# 白氏 (苏嗣之母)
白氏（1160年代—1232年），金朝女性人物，许州人，苏嗣之的母亲，北宋尚书右丞苏子由（苏辙）的五世孙妇。
苏东坡、苏颍滨（苏辙）、苏叔党（蘇過）都葬在郏城的小峨嵋山，于是他家的五世后裔都居住在许昌。白氏二十余岁就寡居，除服，娘家迎回，兄嫂想让她改嫁。白氏听说后，牵车就要回去，说：“我是苏学士家里的媳妇，又有儿子，你们想让我失身吗。”从此，娘家没有大事就不回去了。在宅东北作祭室，画了苏东坡、苏子由两先生像，把苏东坡在黄州、龙川的故事画在壁间，香火精良洁净，亲自洒扫，士大夫求瞻拜之人，往往经过其家祭奠。天兴元年（1232年）正月庚戌，许州被蒙古围攻，苏嗣之为汴京厢官，白氏拜辞两先生之前说：“儿子去京师，老妇死而无恨，冒昧告知先生。”于是自缢室侧。家人把屋一起焚烧掉。年七十余岁。苏嗣之本名苏宗之，因避讳改名。